# Kelly et moi
Pour plus de détails, voir Fiche technique et Distribution.
Kelly et moi (titre original : Kelly and Me) est un film américain en Technicolor réalisé par Robert Z. Leonard, sorti en 1957.

## Synopsis
Aux débuts du cinéma parlant, à Jersey City, la capitale du cinéma. Un acteur de vaudeville raté, Len Carmody, est « adopté » par Kelly, un chien de spectacle dressé. Ensemble, ils montent des spectacles dans lesquels Kelly danse sur les épaules de Carmody. Un producteur des premiers films hollywoodiens parlants repère le chien et est persuadé qu'il ferait un tabac sur le grand écran. Mais le producteur est contraint d'embaucher également Carmody car le chien ne voudra pas travailler sans lui. La fierté de Carmody le porte à croire que c'est lui, la star du cinéma, et non son chien.

## Fiche technique
- Titre français : Kelly et moi
- Titre original : Kelly and Me
- Réalisation : Robert Z. Leonard
- Assistants réalisateurs : Frank Shaw, Wilson Shyer
- Scénario : Everett Freeman, d'après son histoire
- Musique : Henry Mancini (non crédité)
- Supervision musicale : Joseph Gershenson
- Ingénieurs du son : Leslie I. Carey, Joe Lapis
- Décors : Alexander Golitzen, Bill Newberry (directeurs artistiques) et Russell A. Gausman, Ray Jeffers (décorateurs de plateau)
- Dates et lieu de tournage : du 4 mars à avril 1956 aux Universal Studios
- Directeur de la photographie : Maury Gertsman
- Montage : Ted J. Kent
- Producteur : Robert Arthur
- Société de production et de distribution : Universal Pictures
- Pays de production :  États-Unis
- Langue d'origine : Anglais américain
- Format : couleur (Technicolor), CinemaScope — 35 mm — 2,35:1 — son : mono (Westrex Recording System)
- Genre : comédie, Film musical
- Durée : 86 minutes
- Dates de sortie : 
  - États-Unis : 15 mars 1957
  - France : 1er février 1957 à Lille (inédit à Paris)

## Distribution
- Van Johnson : Len Carmody
- Piper Laurie : Mina Van Runkel
- Martha Hyer : Lucy Castle
- Onslow Stevens : Walter Van Runkel
- Herbert Anderson : Ben Collins
- Gregory Gaye : Milo
- Douglas Fowley : Dave Gans
- Frank Wilcox : George Halderman
- Dan Riss : Stu Baker
- Maurice Manson : M. Johnson
- Yvonne Peattie : Miss Boyle
- Elizabeth Flournoy : Miss Wilk
- Lyle Latell : Joe Webb
- Cynthia Patrick : la partenaire de Milo
- Dani Crayne : Olive Benson
- et Kelly : le chien Kelly

## À noter
- Il s'agit là du dernier des 162 films réalisés par Robert Z. Leonard